# Max Staal

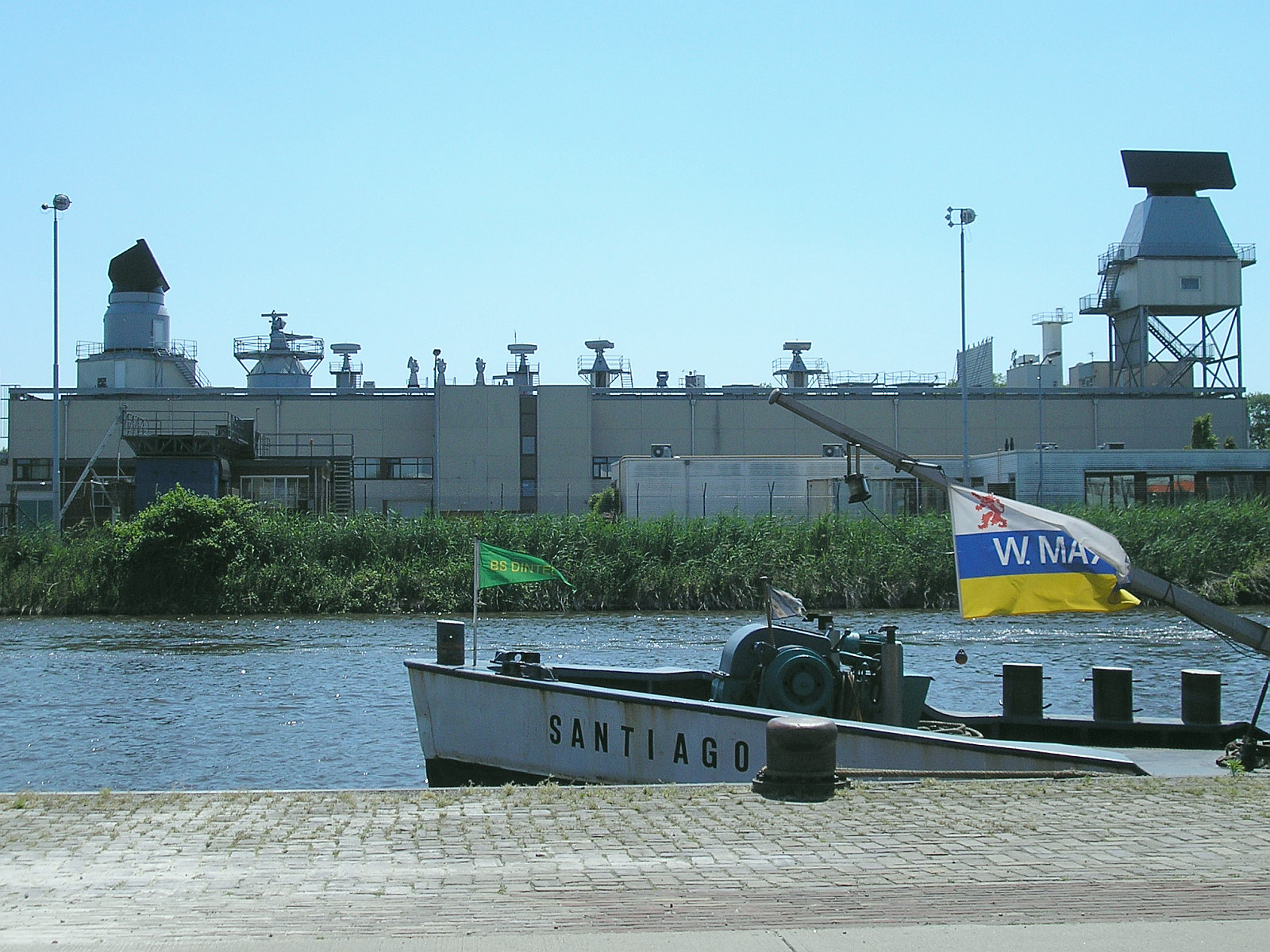
De radarfabriek te Hengelo in 2006

Marcus 'Max' Staal (Vries, 3 november 1915 - Hengelo, 4 oktober 1995) was een Nederlands ingenieur die vlak voor de Tweede Wereldoorlog heeft meegewerkt aan de productie van het eerste Nederlandse radartoestel. Tijdens de oorlog werkte hij onder andere aan radarontwikkeling bij HM Signal School van de Engelse Royal Navy. In 1948 kwam hij in dienst van Hollandse Signaalapparaten te Hengelo, waar hij opklom tot algemeen directeur.

## Luistertoestel
Max Staal studeerde elektrotechniek aan de Technische Hogeschool te Delft. In 1939 behaalde hij op 24-jarige leeftijd de ingenieurstitel. Direct na zijn studie werd hij opgeroepen voor militaire dienst bij de Koninklijke Marine. Hij werd geplaatst in Den Haag bij het Meetgebouw van de Commissie voor Physische Strijdmiddelen van het Departement van Defensie, later een Defensie-laboratorium van TNO. Hier werd Max belast met de productie van tien exemplaren van het zojuist door J.L.C.W. von Weiler en S. Gratama ontwikkelde 'elektrische luistertoestel', de eerste Nederlandse radar. In 1940 waren vier toestellen gebruiksklaar, één daarvan werd tijdens de aanval van de Duitsers opgesteld op het Haagse Hertenkamp (Malieveld).

## Radar
Op 14 mei 1940, vlak voor de capitulatie van Nederland, vertrokken Staal en Von Weiler met twee radartoestellen en de bijbehorende documentatie via de Scheveningse haven op de Engelse torpedobootjager Wessex (D43)  naar Engeland. Hier werd hij geplaatst bij HM Signal School te Portsmouth, waar hij betrokken was bij de ontwikkeling van een 50 cm-doelvolgradar voor Engelse oorlogsschepen. Een uit Nederland meegenomen radartoestel werd na modificatie geplaatst op de in geallieerde dienst varende Nederlandse torpedobootjager Hr. Ms. Isaac Sweers. De rest van de oorlog begeleidde Staal het installeren van radar en aanverwante apparatuur voor de Engelse en Nederlandse marine in Sri Lanka, India en Australië.

## Hengelo
In 1948 kwam de in radarinstallaties gespecialiseerde ingenieur in dienst van Hollandse Signaalapparaten te Hengelo, de latere Thales Groep. Hij was hier belast met het tot ontwikkeling en in productie brengen van nieuwe radarsystemen die in gebruik kwamen in binnen- en buitenland. Van 1961 tot 1978 was hij algemeen directeur van het bedrijf. In 2009 werd, in verband met zijn verdiensten voor het museum, een bronzen plaquette met zijn beeltenis onthuld in de hal van het Twents Techniekmuseum HEIM.